# Abhisit Vejjajiva
Abhisit Vejjajiva (thai: อภิสิทธิ์ เวชชาชีวะ; født 3. august 1964 i Newcastle-upon-Tyne, England) er en økonom og politiker fra Thailand.
Abhisit Vejjajiva var leder af Thailands Demokratiske Parti fra februar 2005 til marts 2019, hvor han trådte tilbage i forbindelse med det første demokratiske valg siden militærkuppet i 2014.
15. december 2008 blev Abhisit Vejjajiva valgt som premierminister i Thailand af Repræsentanternes Hus, en afgørelse som blev formelt godkendt af den thailandske konge Bhumibol Adulyadej (Rama IX) to dage senere. Han beholdt posten indtil 5. august 2011.
Den 5. juni 2019 trak Abhisit Vejjajiva sig fra sin plads i parlamentet, da Thailands Demokratiske Parti valgte at støtte det afgående militærdiktaturs premierminister, forhenværende general Prayut Chan-o-chas koalition, i det nyvalgte parlament.